# Xaver Dvořák
Xaver Dvořák (29. listopadu 1858, Praha-Hostivař – 22. listopadu 1939, Praha-Nové Město; křtěn František Xeverský Josef Dvořák) byl český básník a publicista katolické orientace. Kněz, spolu s J. Š. Baarem spoluzakladatel reformní Jednoty katolického duchovenstva.

## Život
Byl katechetou při Novoměstské dívčí škole v Praze. Kromě mnoha teologických pojednání a příspěvků do časopisů Čech, Zora, Vesna aj. vydal i celou řadu sbírek básní. Přeložil epigramy B. Verghetiho. K městu Sázavě se váže báseň Kníže a poustevník, která bývala v repertoáru školních čítanek ještě do padesátých let. Autorství bývá často mylně přisuzováno Jaroslavu Vrchlickému, který ale napsal a vydal roku 1884 rozsáhlou epickou báseň Legenda o svatém Prokopu, kterou později pojal do sbírky Mythy.
Zemřel roku 1939 a byl pohřben na Hostivařském hřbitově.

## Seznam děl
- Dvě katechese o přijímání svátosti pokání a nejsv. Svátosti oltářní k těm žákům i dospělým, kteří pravidelně v roce k nim přistupují (1897) [6]
- Hlas volajícího na poušti (1938)
- Improperie (1902)
- Katolický dějepis církevní (1909) [7]
- Kontemplace (1909)
- Meditace (1896)
- Modlitby básníkovy (1913)
- Modlitby a písně pro katolickou mládež obecných a měšťanských škol (1902) [8]
- Mravouka katolická (1901) [9]
- Mystické melodie (1933)
- Na stožáru (1929)
- Nový život (1903)
- Nový život (1931)
- Pange lingua (1935) [10]
- Pod svícnem svobody (1934)
- Praha (1931)
- Rosa mystica (1913) [11]
- Soli Deo (1905)
- Stínem k úsvit (1891)
- Sursum corda (1894)
- Tabitha (1895) drama
- Útěcha srdce (1902) [12]
- Věrouka katolická: učebnice pro vyšší ústavy dívčí ([[ ]]) [13]
- Věčné touhy (1923)
- Z hlubin věků (1905)
- Zlatou stezkou (1888) [14]
- Zpovědnice maličkých (1920) [15]
- Zrcadlení na hlubinách (1936)